# گاوچشمی
گاوچشمی یا بوفتالموس (‎buphthalmos)‏ نوعی بیماری مادرزادی و به معنی بزرگی کره چشمی است که بیشتر در نوزادان و کودکان کم‌سن دیده می‌شود.
گاوچشمی آب سیاه مادرزادی است که در آن نقص تکاملی بافت‌های تخلیه‌کنندهٔ مایع داخل چشمی سبب افزایش فشار درون چشم می‌شود. این بیماری بیشتر در نوزادان تا سه ماه دیده می‌شود.